# Pla de retirada unilateral israeliana

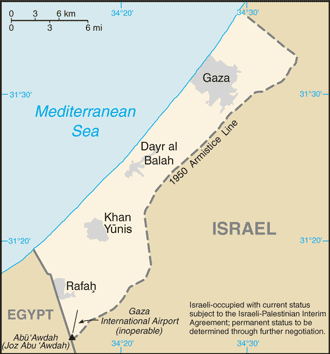
Mapa de la Franja de Gaza

El pla de retirada unilateral israeliana (hebreu, תָּכְנִית הַהִתְנַתְקוּת) Tokhnit ha-Hitnatqut o pla de desconnexió de Gaza i del nord de Samària) va ser un pla proposat a principis de 2004 pel primer ministre d'Israel Ariel Xaron, adoptat pel govern i aprovat mitjançant llei de la Kenésset, que va ser portat a terme durant la segona quinzena d'agost de 2005. El pla va proposar eliminar tota presència permanent israeliana, civil i militar, de la Franja de Gaza i de la part nord de Cisjordània (Samària), ocupades i administrades per Israel des de la Guerra dels Sis Dies.
El Pla de retirada unilateral israeliana de la Franja de Gaza i la part nord de Cisjordània (Samària), ocupades i administrades per Israel des de la Guerra dels Sis Dies presentat per Xaron va ser rebutjat en referèndum els militants del Likud, però Xaron va formar una altra coalició quan va convèncer els laboristes el desembre de 2004 que li van donar suport per dur a terme, formant un govern d'unitat. D'aquesta manera, Xaron va deixar aïllats als partits més radicals de la dreta, que fins aleshores havien estat els seus aliats més ferms. Netanyahu va accelerar la fractura del partit en presentar-se com el líder de la facció més conservadora, que es negava a l'evacuació. Al mateix ritme que la popularitat de Xaron creixia entre la ciutadania israeliana, anava minvant dins del seu propi partit fins que el 24 de novembre de 2005 s'anuncià la formació d'un nou partit, Kadima

## Assentaments evacuats a Cisjordània
- Kaddim
- Gannim
- Hómeix
- Sa Nur

## Assentaments evacuats a la Franja de Gaza
- Elé Sinay
- Nissanit
- Duguit
- Morag
- Kefar Darom
- Netsarim
- Nevé Dekalim
- Bené Atsmon
- Kérem Atsmonà
- Tel Qetifà
- Bedólah
- Xirat ha-Yam
- Ganné Tal
- Gush
- Qatif
- Gadid
- Nétser Hazaní
- Kefar Yam
- Selav
- Rafíah Yam
- Peat Sadé
- Gan Or

## La Retirada de la Franja
Durant la retirada israeliana de la Franja de Gaza van ser desmantellats 21 assentaments.
Al nord del territori de Cisjordània van ser evacuats quatre assentaments israelians.
Contràriament als dubtes i premonicions que es barallaven en les vespres del pla, la retirada es va veure coronada per l'èxit: no va caldre lamentar víctimes; no es van registrar atacs terroristes durant tot el procés; i al marge d'alguns conats de resistència esporàdics per part de joves colons, les nombroses forces de seguretat reclutades a aquest efecte no van haver de fer ús de la força, i van complir amb la seva comesa en poc més de 7 dies, molt menys del previst inicialment.
Aquest pla com el seu nom ho indica es va decidir de forma unilateral per part d'Israel, no resol els problemes de la vida quotidiana dels palestins de la franja de Gaza, ja que Israel segueix controlant totes les fronteres tenint el poder de decisió absolut sobre el que entra o surt (mercaderies i persones) d'aquest territori.
D'altra banda Israel ha mantingut una presència militar, on han tingut lloc nombrosos bombardejos aeris. Exemple d'això, al juny de 2006 Israel porta a terme un bombardeig aeri en una platja de Gaza (15 persones moren - 50 són ferides/Font PCHR).